# كان ساوادا
كان ساوادا (باليابانية: 沢田完؛ بالكانا: さわだ かん) هو ملحن ياباني، ولد في 9 أبريل 1968 في كوبه في اليابان.

## أعماله في الأنمي

### مسلسلات أنمي تلفزيونية
- دورايمون (2005)
- يواموشي بيدال
- يواموشي بيدال GRANDE ROAD
- يواموشي بيدال NEW GENERATION
- يواموشي بيدال GLORY LINE
- غودزيلا: سينغيولار بوينت

### أفلام انمي
- فيلم يواموشي بيدال
- يواموشي بيدال SPARE BIKE
- دورايمون: نوبيتا و معركة حوريات البحر
- دورايمون: نوبيتا و أبطال الفضاء

## وصلات خارجية
- كان ساوادا على موقع IMDb (الإنجليزية)
- كان ساوادا على موقع ميوزك برينز (الإنجليزية)
- كان ساوادا على موقع ديسكوغز (الإنجليزية)
- كان ساوادا على موقع قاعدة بيانات الفيلم (الإنجليزية)
- كان ساوادا على موقع ANN person (الإنجليزية)